# Stans
Stans es una comuna y ciudad histórica suiza, capital del cantón de Nidwalden, ubicada en el centro del cantón.

## Geografía
La ciudad se encuentra asentada entre el Stanserhorn y el Buochserhorn, y el flanco occidental del Bürgenstock. Limita al norte con la comuna de Stansstad, al este con Ennetbürgen, Buochs y Oberdorf, al sur con Dallenwil, y al oeste con Ennetmoos. Aunque la comuna no se encuentre a orillas del lago de los Cuatro Cantones, este se encuentra a pocos kilómetros de distancia.
La localidad de Niederdorf forma parte del territorio comunal.

## Historia
Stans fue mencionado por primera vez en 1172. En 1798 fue atacado por las tropas francesas, luego de que Nidwalden no aceptara la nueva constitución exigida por Napoleón. Fue en esta ciudad donde Johann Heinrich Pestalozzi creó su primera escuela para huérfanos. La celebración de la asamblea municipal (Landsgemeinde) fue mantenida hasta 1997, fecha en la cual fue abolida.

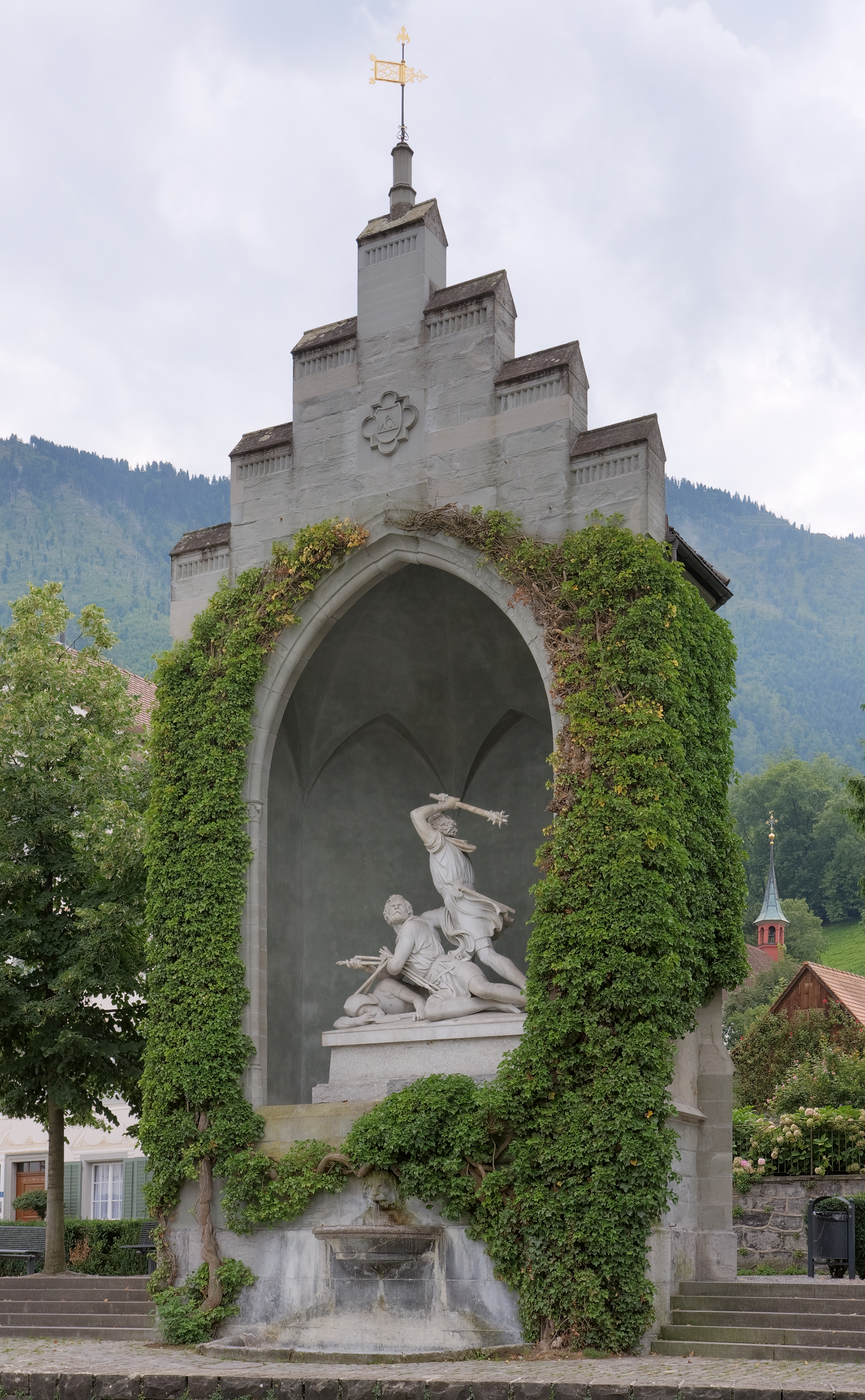
Monumento a Winkelried, obra de Ferdinand Schlöth y Ferdinand Stadler.

## Industria
Tiene una población de 7300 personas, de las cuales el 12% es de nacionalidad extranjera (2002). Hay 650 negocios locales que emplean a 6900 personas. El 2% de estos están en el sector agrícola, el 37% en industria y comercio, y el 61% en servicios.
Stans es la sede del fabricante de aviones Pilatus Aircraft.

## Paisajes
Las vistas principales de Stans son la montaña y el centro turístico de Stanserhorn (1900m); la plaza principal (Dorfplatz); la parroquia de San Pedro y San Pablo construida entre 1641 y 1647, pero con una torre de estilo románica; el monasterio de Santa Clara; el monumento al héroe local Winkelried y su lugar del nacimiento (Winkelriedhaus); un monasterio de Capuchinos; el almacén de la sal; y un viejo callejón (Schmiedgasse).